# Dorcadion apicerufum
Dorcadion apicerufum es una especie de escarabajo longicornio de la subfamilia Lamiinae. Fue descrita científicamente por Breuning en 1943.
Se distribuye por Irán, Turquía y Armenia. Mide 10-12 milímetros de longitud.